# Benjamin Helander
Benjamin Helander (Karis, 28 de septiembre de 1998) es un jugador de balonmano finlandés que juega de extremo izquierdo en el Alingsås HK. Es internacional con la selección de balonmano de Finlandia.

## Palmarés

### Rhein-Neckar Löwen
- Copa de Alemania de balonmano (1): 2023

## Clubes
| Club               | País      | Año         |
| ------------------ | --------- | ----------- |
| Alingsås HK        | Suecia    | 2014 - 2017 |
| BK-46              | Finlandia | 2017 - 2018 |
| Alingsås HK        | Suecia    | 2018 - 2021 |
| Rhein-Neckar Löwen | Alemania  | 2021 - 2023 |
| Alingsås HK        | Suecia    | 2023 - Act. |